# Étrappe
Étrappe és un municipi francès situat al departament del Doubs i a la regió de Borgonya - Franc Comtat. L'any 2007 tenia 179 habitants.

## Demografia

### Població
El 2007 la població de fet d'Étrappe era de 179 persones. Hi havia 68 famílies de les quals 16 eren unipersonals (4 homes vivint sols i 12 dones vivint soles), 12 parelles sense fills, 32 parelles amb fills i 8 famílies monoparentals amb fills.
La població ha evolucionat segons el següent gràfic:
Habitants censats

### Habitatges
El 2007 hi havia 79 habitatges, 74 eren l'habitatge principal de la família i 5 estaven desocupats. 74 eren cases i 5 eren apartaments. Dels 74 habitatges principals, 66 estaven ocupats pels seus propietaris, 7 estaven llogats i ocupats pels llogaters i 1 estava cedit a títol gratuït; 1 tenia dues cambres, 4 en tenien tres, 12 en tenien quatre i 57 en tenien cinc o més. 45 habitatges disposaven pel capbaix d'una plaça de pàrquing. A 30 habitatges hi havia un automòbil i a 39 n'hi havia dos o més.

### Piràmide de població
La piràmide de població per edats i sexe el 2009 era:
| Homes | Edats   | Dones |
| ----- | ------- | ----- |
| 0     | 95 o +  | 0     |
| 0     | 90 a 94 | 0     |
| 0     | 85 a 89 | 0     |
| 0     | 80 a 84 | 0     |
| 8     | 75 a 79 | 0     |
| 4     | 70 a 74 | 0     |
| 0     | 65 a 69 | 4     |
| 4     | 60 a 64 | 4     |
| 4     | 55 a 59 | 0     |
| 12    | 50 a 54 | 20    |
| 4     | 45 a 49 | 8     |
| 4     | 40 a 44 | 4     |
| 16    | 35 a 39 | 12    |
| 0     | 30 a 34 | 4     |
| 8     | 25 a 29 | 0     |
| 12    | 20 a 24 | 4     |
| 4     | 15 a 19 | 0     |
| 12    | 10 a 14 | 4     |
| 16    | 5 a 9   | 8     |
| 0     | 0 a 4   | 0     |

## Economia
El 2007 la població en edat de treballar era de 124 persones, 77 eren actives i 47 eren inactives. De les 77 persones actives 72 estaven ocupades (39 homes i 33 dones) i 5 estaven aturades (4 homes i 1 dona). De les 47 persones inactives 21 estaven jubilades, 14 estaven estudiant i 12 estaven classificades com a «altres inactius».

### Ingressos
El 2009 a Étrappe hi havia 81 unitats fiscals que integraven 198 persones, la mediana anual d'ingressos fiscals per persona era de 17.773,5 €.

### Activitats econòmiques
Dels 3 establiments que hi havia el 2007, 2 eren d'empreses de construcció i 1 d'una empresa de comerç i reparació d'automòbils.
Dels 2 establiments de servei als particulars que hi havia el 2009, 1 era una fusteria i 1 lampisteria.
L'únic establiment comercial que hi havia el 2009 era una botiga de material esportiu.
L'any 2000 a Étrappe hi havia 8 explotacions agrícoles que ocupaven un total de 312 hectàrees.

## Poblacions més properes
El següent diagrama mostra les poblacions més properes.